# Маклер, Джон
Джон Маклер (13 апреля 1934, Мидленд, Онтарио — 4 января 2021, Буффало, Нью-Йорк) — исполнительный директор и бывший тренер канадского хоккейного клуба «Эдмонтон Ойлерз».
В 1982 году он начал работать в команде в качестве помощника тренера. Тогда клубом руководил Глен Сатер. На этом посту Маклер четырежды вместе с командой становился обладателем Кубка Стэнли. Это произошло в 1984, 1985, 1987 и 1988 годах. В 1989 он стал главным тренером и повторил успех вместе с клубом в 1990.
Маклер тренировал четыре хоккейные команды в течение карьеры. После того, как он покинул Эдмонтон, с 1991 по 1995 занимал должность директора по операциям и главного тренера «Баффало Сейбрз». Позднее был главным тренером «Нью-Йорк Рейнджерс» в течение трёх лет — с 1997 по 2000 год. В 2001 стал генеральным менеджером клуба «Оттава Сенаторз» и к 2007 вывел команду в финал Кубка Стэнли. Последней позицией Маклера в НХЛ была позиция старшего советника в команде «Финикс Койотс» в 2008 году. В клубе он работал вместе с Уэйном Гретцки, с которым дружил со времён Эдмонтона. За свою карьеру Маклер был трижды тренером матча всех звёзд Национальной хоккейной лиги.